# Lac Sachavacayoc
Le lac Sachavacayoc est un lac de la réserve nationale Tambopata au Pérou. Il est situé dans la région de Madre de Dios, province de Tambopata, district de Tambopata. Le lac se trouve dans une région éloignée près de la rivière Tambopata. 